# Piz Curvér
Der Piz Curvér ⓘ (vom lat. corvarius zu corvs, Rabe) ist ein Berg östlich von Pignia und westlich von Riom-Parsonz und Salouf im Kanton Graubünden in der Schweiz mit einer Höhe von 2971,8 m ü. M. Er bildet das Südende eines langgestreckten, breiten und gegen die Spitze hin schärfer werdenden Schuttgrates. Auf demselben Schuttgrat befinden sich der Curvér Pintg da Neaza (2721 m ü. M.) und der Curvér Pintg da Taspegn (2731 m ü. M.) (pintg ist rätoromanisch für klein).

## Lage und Umgebung
Der Piz Curvér ist Namensgeber der Piz Curvér-Gruppe, einer Untergruppe der Oberhalbsteiner Alpen. Auf dem Gipfel treffen sich die Gemeindegrenzen von Surses, Andeer und Zillis-Reischen. Auf dem Gipfel des Curvér Pintg da Taspegn treffen sich die Gemeindegrenzen von Albula/Alvra, Surses und Zillis-Reischen. Der Grat trennt das Oberhalbstein im Osten vom Schams im Westen.
Zu den Nachbargipfeln gehören der Curvér Pintg da Taspegn, der Piz Toissa, der Piz Martegnas, der Piz Cartas, Sur Carungas, der Piz digl Gurschus, der Piz la Tschera, der Curvér Pintg da Neaza und der Piz Neaza.
Bei klaren Sichtverhältnissen sind im Nordosten die 73 km entfernte Stammerspitze und im Nordwesten die ähnlich weit entfernten Gross Windgällen, Säntis und der 84 km entfernte Maasplanggstock zu sehen. Die grösste Fernsicht hat man im Südwesten, wo man den Mönch, die Jungfrau, das Aletschhorn, das Nordend, den Dom und sogar das 147 km entfernte Bishorn sehen kann.

## Wallfahrtsort Ziteil
Auf der Ostflanke des Piz Curvér befindet sich das Marienheiligtum Ziteil, mit seinen 2429 m ü. M. der höchstgelegene Wallfahrtsort der Ostalpen.

## Giovanni Segantini
Landschaftsbilder des Malers Giovanni Segantini (1858–1899) zeigen im Hintergrund den Piz Toissa und den Piz Curvér. Eine mehrtägige Wanderung namens Senda Segantini verbindet Stationen aus dem Leben des Malers und führt auch nach Parsonz an der Ostflanke des Piz Curvér.

## Routen zum Gipfel
Talorte sind Obermutten, Mon, Salouf, Riom, Parsonz, Andeer, Pignia und Zillis. Häufige Ausgangspunkte sind der Parkplatz Cre digl Lai, Ziteil, Bavugls und Alp Taspegn.
- Über den Nordwestgrat

- Ausgangspunkt: Zillis (945 m ü. M.) oder Alp Taspegn (2199 m ü. M.)
- Schwierigkeit: EB
- Zeitaufwand: 5½ Stunden von Zillis, 2 Stunden von Alp Taspegn

- Über Bavugls

- Ausgangspunkt: Pignia (1049 m ü. M.) oder Bavugls (1940 m ü. M.)
- Schwierigkeit: EB
- Zeitaufwand: 4¾ Stunden von Pignia, 2½ Stunden von Bavugls

- Über den Nordgrat

- Ausgangspunkt: Curvér Pintg da Taspegn (2731 m ü. M.)
- Schwierigkeit: WS-
- Zeitaufwand: 1½ Stunden

(Route zu Curvér Pintg da Taspegn siehe unten)
- Durch die westliche Schuttmulde

- Ausgangspunkt: Curvér Pintg da Taspegn (2731 m ü. M.)
- Schwierigkeit: EB
- Zeitaufwand: 1 Stunde 20 Minuten

(Route zu Curvér Pintg da Taspegn siehe unten)
- Durch die Ostflanke

- Ausgangspunkt: Curvér Pintg da Taspegn (2731 m ü. M.)
- Schwierigkeit: EB
- Zeitaufwand: 1½ Stunden

(Route zu Curvér Pintg da Taspegn siehe unten)
- Über den Osthang

|  | - Ausgangspunkt: Ziteil (2433 m ü. M.) - Schwierigkeit: EB - Zeitaufwand: 1½ Stunden |

- Durch die Südostwand

- Ausgangspunkt: Pass Colmet (2676 m ü. M.)
- Schwierigkeit: BG
- Zeitaufwand: 1½ Stunden

(Route zum Pass Colmet siehe unten)
- Über den Südgrat

- Ausgangspunkt: Pass Colmet (2676 m ü. M.)
- Schwierigkeit: ZS
- Zeitaufwand: 3 Stunden

(Route zum Pass Colmet siehe unten)
- Winter (Über den Osthang)

Der Aufstieg verlangt sehr gute alpine Winterkenntnisse und Erfahrung.
- Ausgangspunkt: Ziteil (2429 m ü. M.)
- Schwierigkeit: Sehr guter Alpinskifahrer
- Zeitaufwand: 2 Stunden

### Curvér Pintg da Taspegn
- Über den Nordgrat

- Ausgangspunkt: Obermutten (1863 m ü. M.)
- Schwierigkeit: B
- Zeitaufwand: 2½ Stunden

- Durch die Ostflanke

- Ausgangspunkt: Mon (1231 m ü. M.), Salouf (1258 m ü. M.), Parkplatz Munter (1860 m ü. M.) oder Parkplatz Cre digl Lai (1780 m ü. M.)
- Schwierigkeit: EB
- Zeitaufwand: 4¼ Stunden vom Tal oder 2¾ Stunden von den Parkplätzen

- Über den Südwesthang

- Ausgangspunkt: Zillis (945 m ü. M.) oder Alp Taspegn (2199 m ü. M.)
- Schwierigkeit: EB
- Zeitaufwand: 4¾ Stunden von Zillis oder 1½ Stunden von Alp Taspegn

### Pass Colmet
- Über Bavugls

- Ausgangspunkt: Pignia (1049 m ü. M.) oder Bavugls (1940 m ü. M.)
- Als Wanderweg weiss-rot-weiss markiert
- Schwierigkeit: EB
- Zeitaufwand: 4¾ Stunden von Pignia oder 2½ Stunden von Bavugls

- Über den Lai da Picogns

- Ausgangspunkt: Ziteil (2433 m ü. M.)
- Als Wanderweg weiss-rot-weiss markiert
- Schwierigkeit: B
- Zeitaufwand: 1 Stunde

- Durch die Val Cumegna

- Ausgangspunkt: Salouf (1258 m ü. M.) oder Parkplatz Cre digl Lai (1903 m ü. M.)
- Schwierigkeit: B
- Zeitaufwand: 4 Stunden von Salouf oder 2½ Stunden von Cre digl Lai

## Galerie

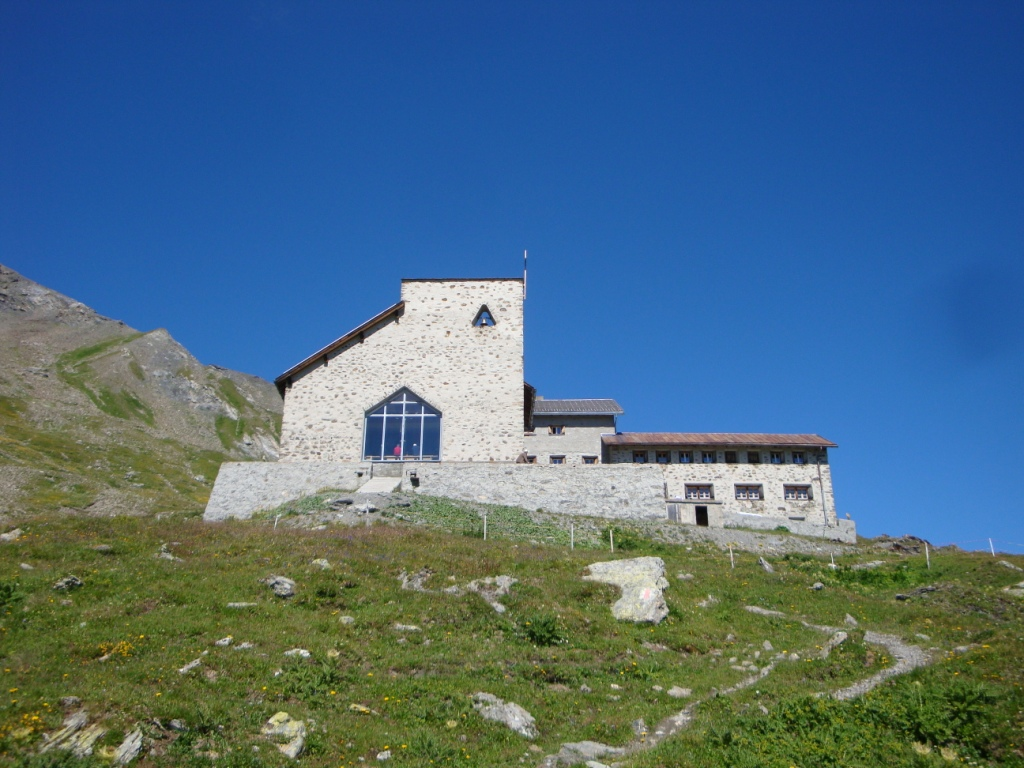
Das Marienheiligtum Ziteil auf der Ostflanke des Piz Curvér
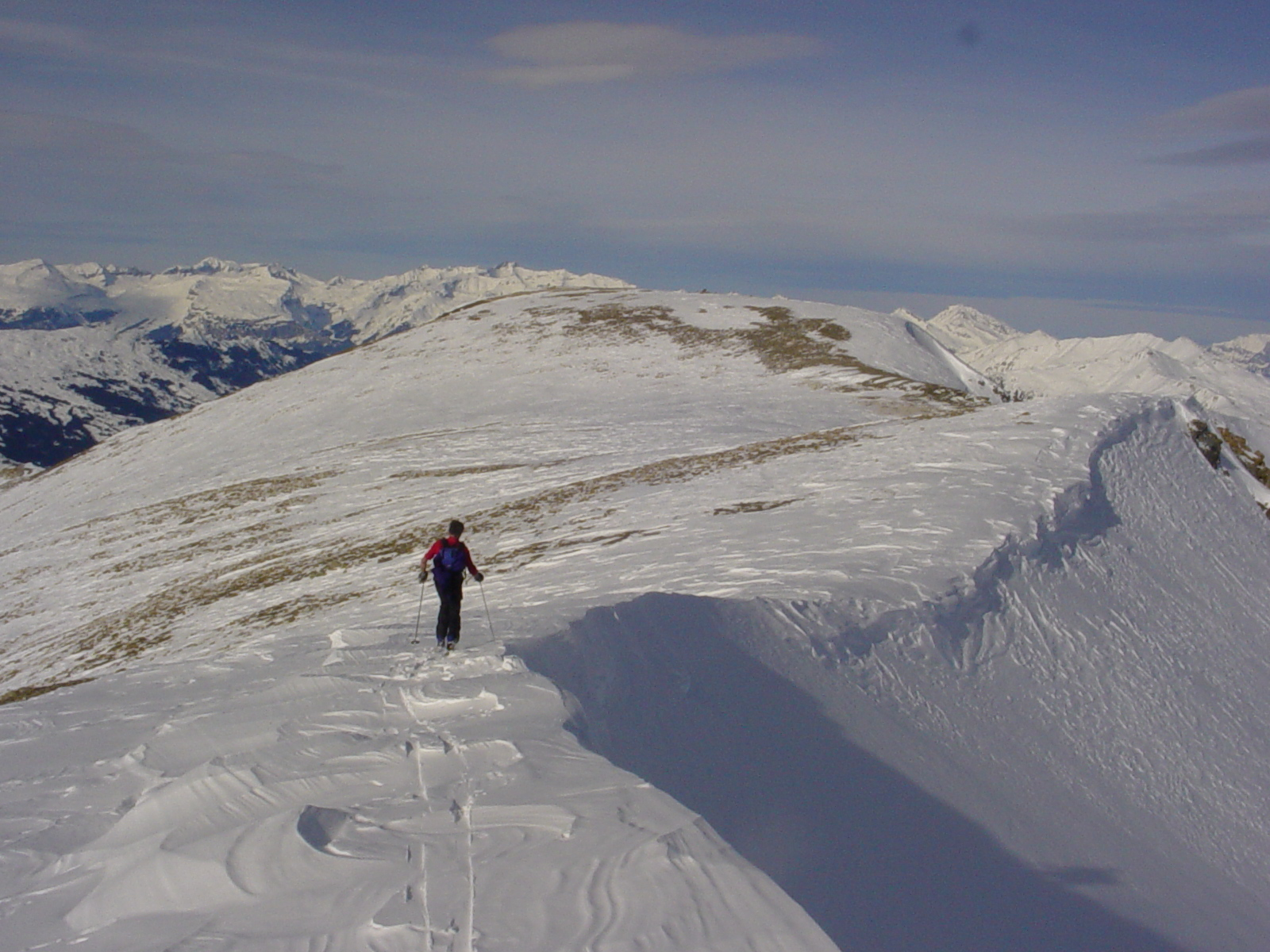
Auf dem Grat zwischen Piz Curvér und Curvér Pintg da Taspegn
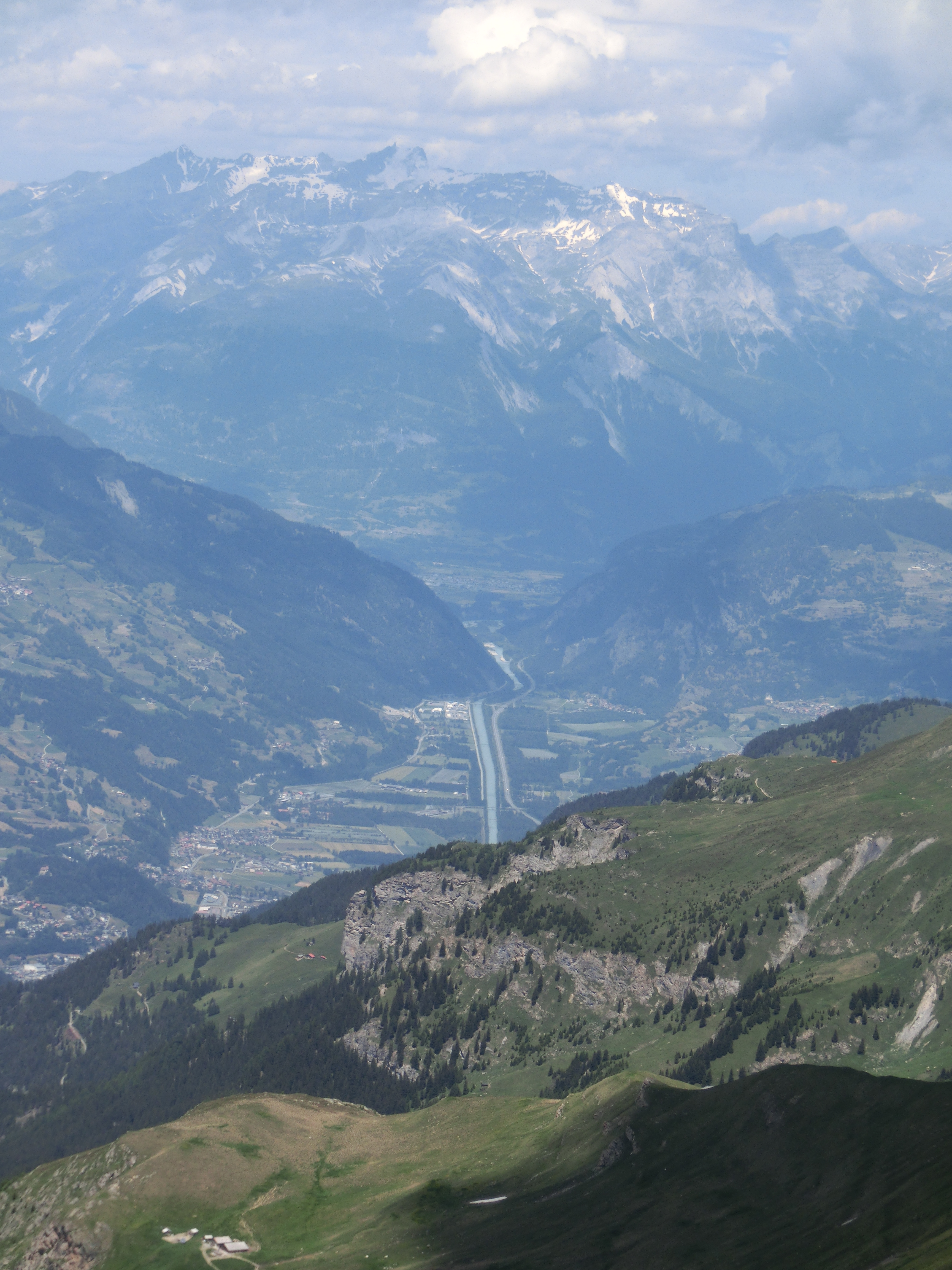
Blick zum Domleschg.
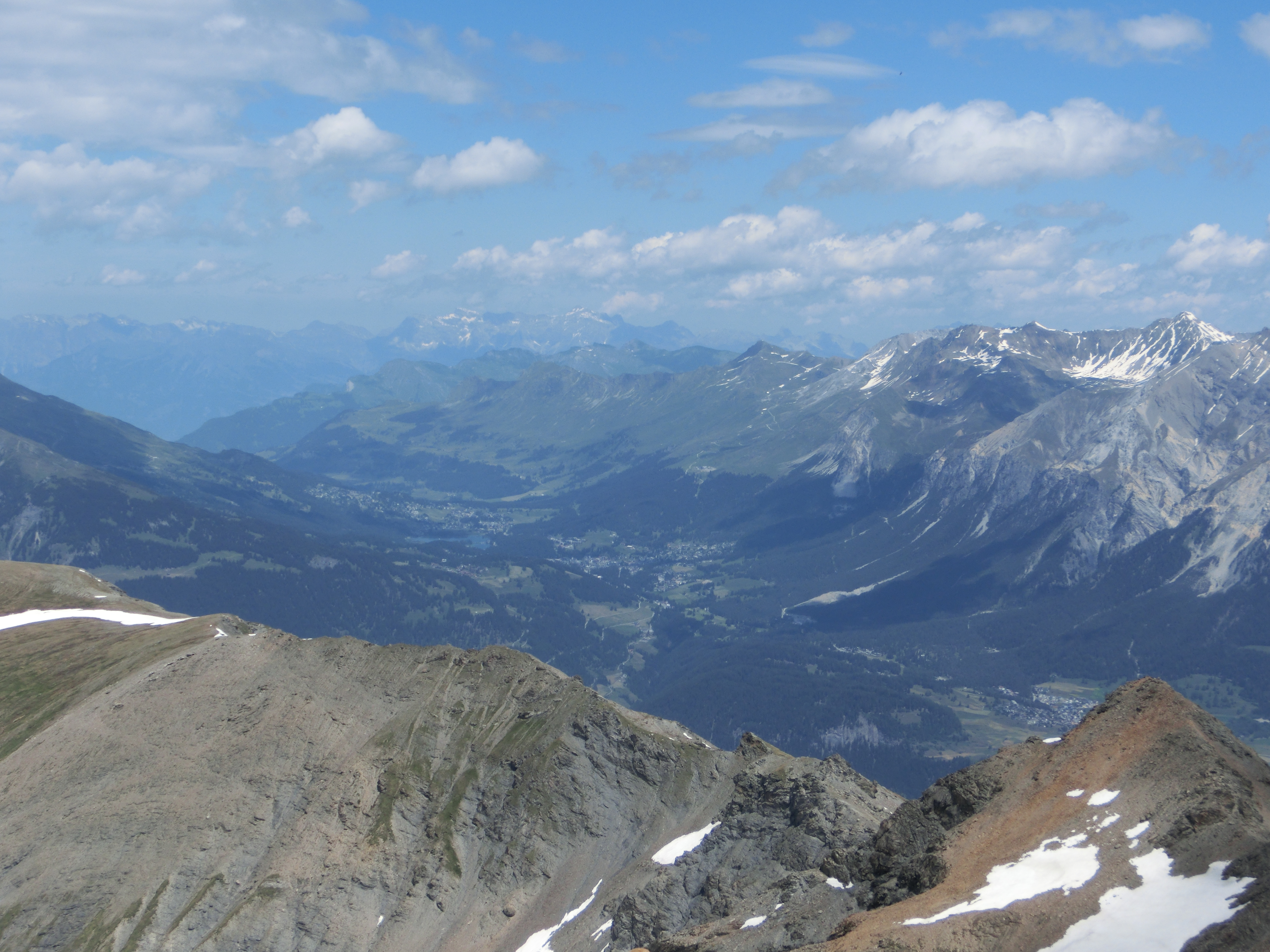
Blick nach Lenzerheide.
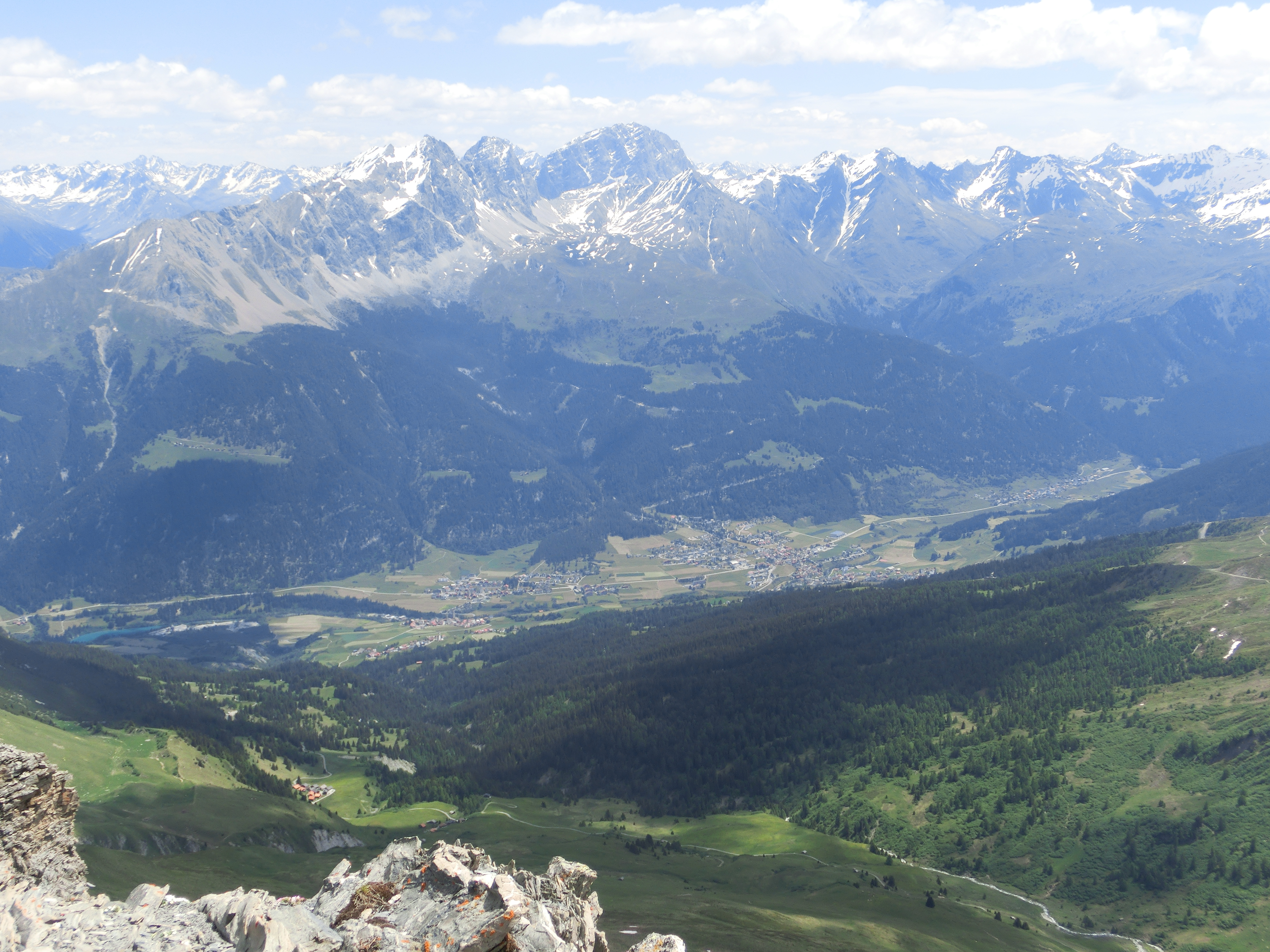
Blick ins Oberhalbstein.

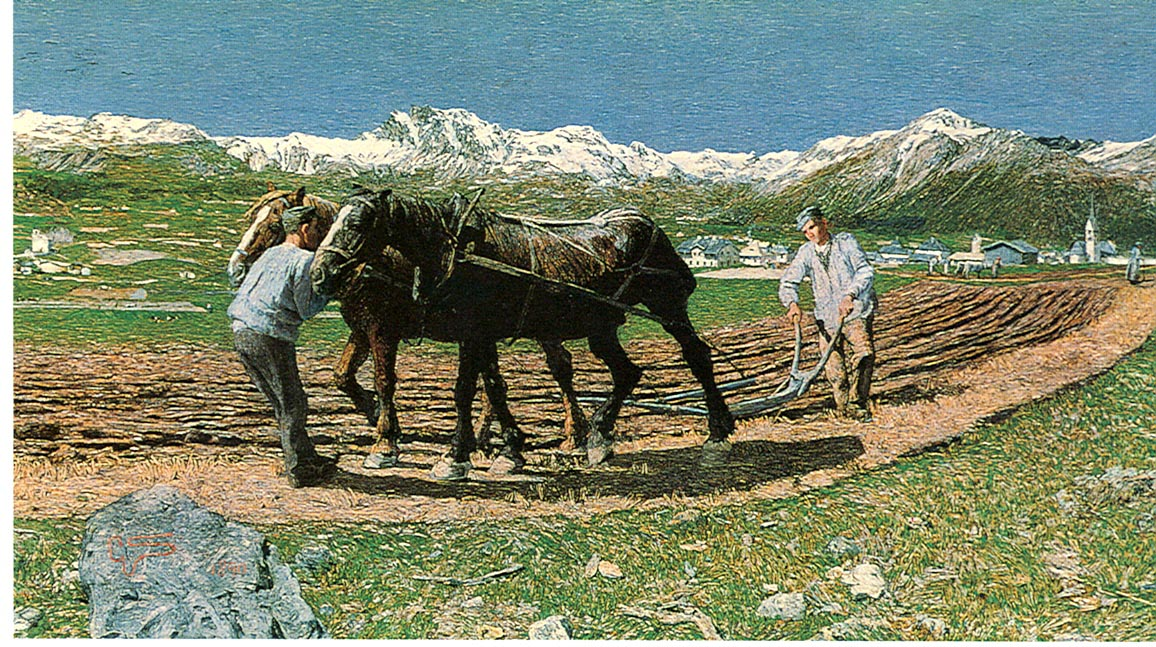
Das Pflügen (L’aratura) von Giovanni Segantini mit Piz Toissa und Piz Curvér im Hintergrund
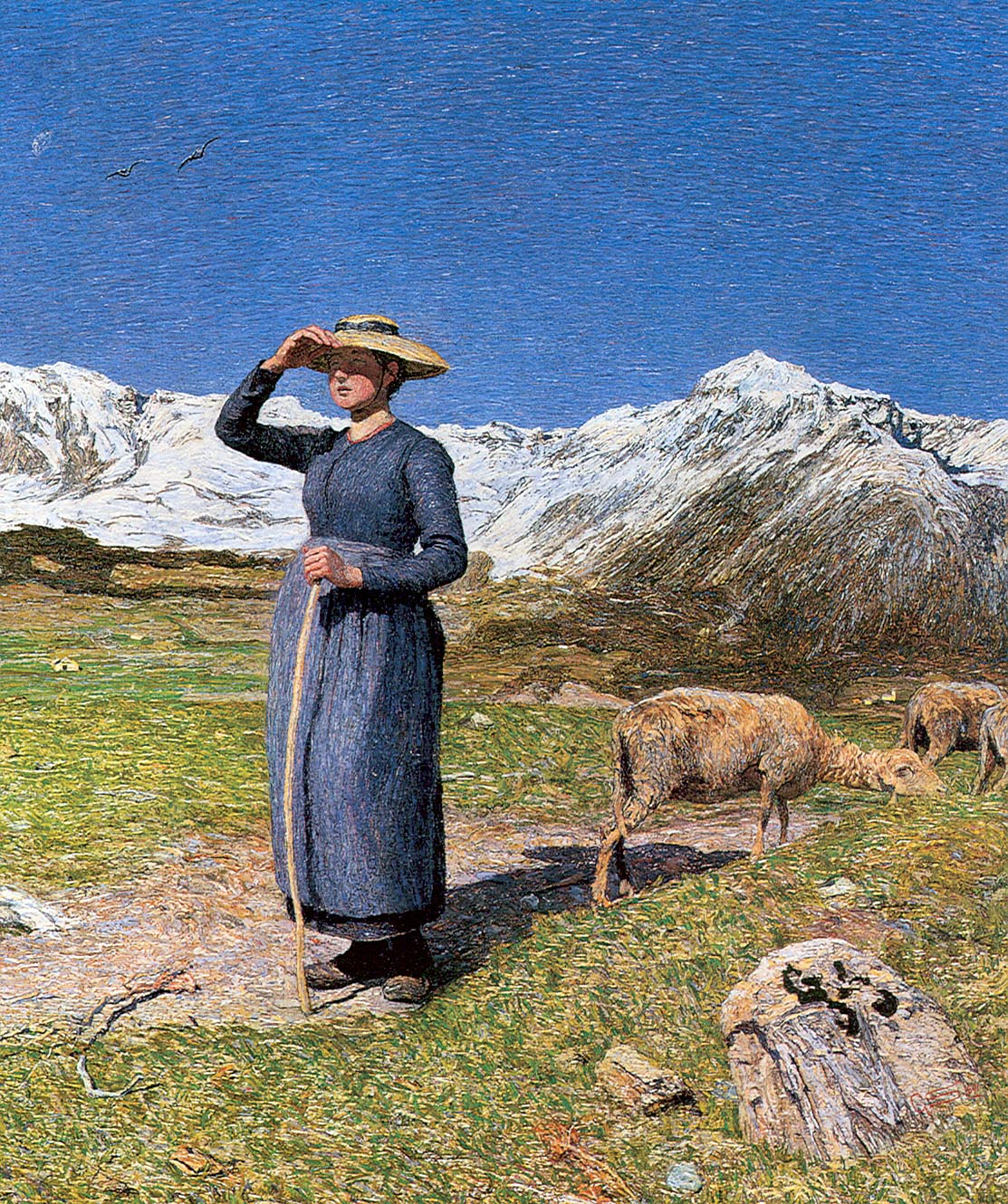
Mittag in den Alpen (Mezzogiorno sulle alpi) von Giovanni Segantini mit Piz Toissa und Piz Curvér im Hintergrund
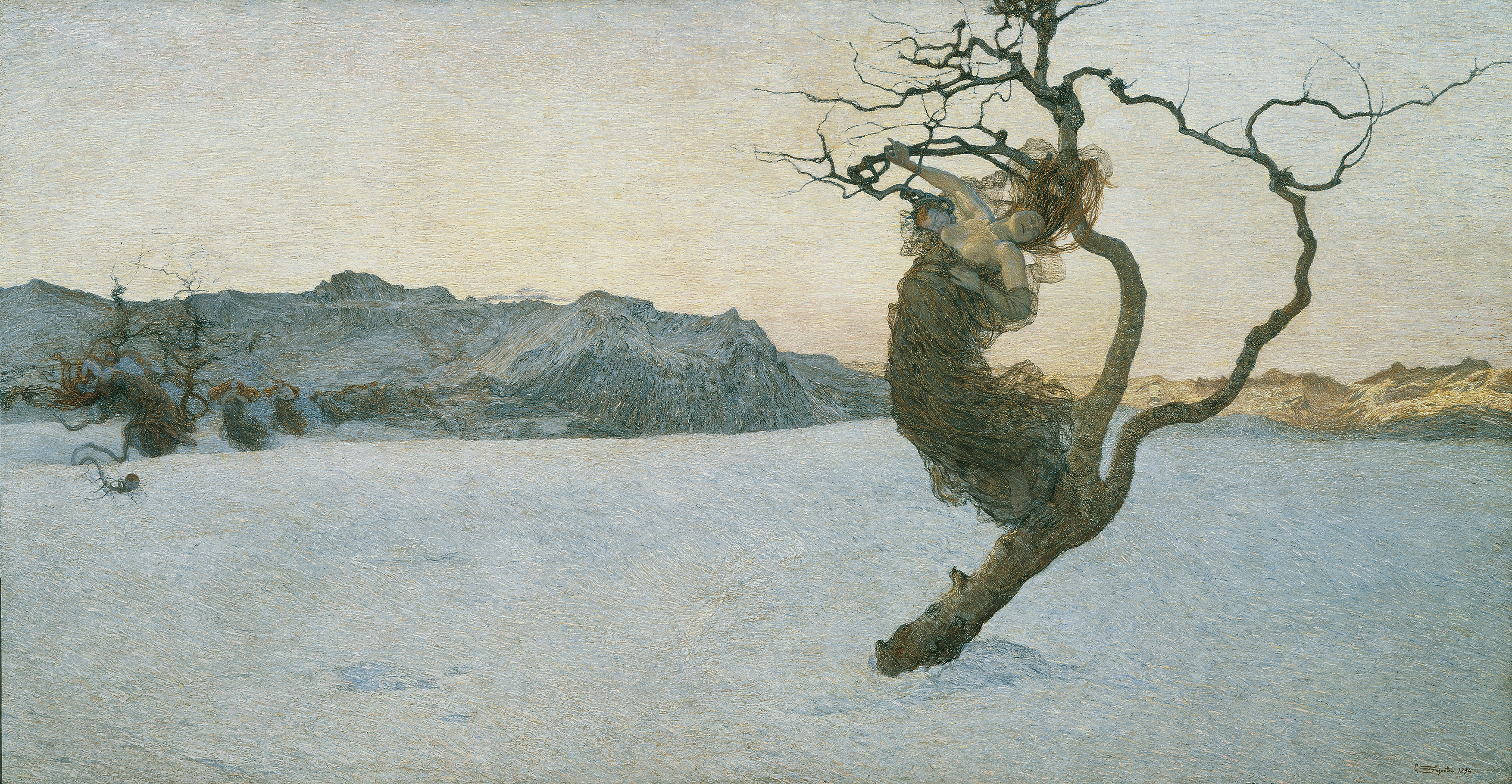
Die bösen Mütter (Le cattive madri) von Giovanni Segantini mit Piz Toissa und Piz Curvér im Hintergrund